# CA Belgrano
Club Atlético Belgrano ist ein Sportverein aus der argentinischen Stadt Córdoba. Bekannt ist er vor allem für seine Fußballabteilung, seine erste Mannschaft spielt gegenwärtig in der ersten argentinischen Liga.
Spitznamen des Vereins sind Los Piratas (span. für die Piraten) oder Los Celestes (die Hellblauen).

## Geschichte
Gegründet wurde der Verein am 19. März 1905 von einer Gruppe Jugendlicher, die ihn nach der historischen Persönlichkeit Manuel Belgrano benannten und die Farben von der argentinischen Flagge übernahmen, die von Belgrano entworfen worden war.
1908 nahm die Fußballmannschaft den Spielbetrieb in der zweiten Liga von Córdoba auf. Nachdem sie dreimal die Meisterschaft in dieser Spielklasse errungen hatte, stieg sie in die erste Liga auf. Eine Anekdote besagt, dass das Spielfeld der Mannschaft zu dieser Zeit wegen fehlender Schutzbarrieren noch nicht den Anforderungen für die erste Liga Córdobas entsprach, so dass sich die Fans und Spieler vor den Spielen einige Elemente wie Pfosten und Zäune von den umliegenden Häusern „ausliehen“, um diese Barrieren zu errichten. Obwohl die Elemente nach den Spielen normalerweise wieder zurückgegeben wurden, brachte dies dem Verein den Spitznamen piratas (Piraten) ein, der bis heute verwendet wird.
Belgrano gewann 1913 die erste Meisterschaft der im gleichen Jahr gegründeten Federación Cordobesa de Fútbol. Im folgenden Jahr spielte die Mannschaft zum ersten Mal gegen CA Talleres, wobei sich diese beiden Clubs zu Erzrivalen entwickelten. Im ersten Spiel beider Mannschaften gegeneinander kam es nach 4 Minuten zu einem umstrittenen Tor von Belgrano, worauf die Mannschaft von Talleres das Spielfeld verließ.
In der Liga von Córdoba gewann Belgrano alle Meisterschaften zwischen 1929 und 1937, mit der Ausnahme von 1934, als Talleres den Titel errang, sowie 1940, 1946, 1947, 1950, 1952, 1954, 1955, 1956 und 1957.
1968 nahm das Team zum ersten Mal an einer landesweiten Meisterschaft teil und erreichte im Jahr 1986 die zweite argentinische Liga. 1992 bis 1996 sowie 1998 bis 2002 spielte Belgrano in der ersten Liga, stieg aber zwischenzeitlich immer wieder in die zweite Liga ab. Von 2006 bis 2007 spielte der Club wieder erstklassig. Allerdings stieg Belgrano zu Ende der Saison wieder ab. Im Relegationsspiel setzte man sich gegen River Plate durch. Somit stand man als Aufsteiger fest.

## Stadion Julio César Villagra
Das Stadion von Belgrano, das Estadio Julio César Villagra, wird im Volksmund Gigante de Alberdi genannt (deutsch: Der Riese von Alberdi). Es liegt im Stadtteil Alberdi westlich des Stadtzentrums. Es wurde am 17. März 1929 fertiggestellt und gehörte damals zu den ersten mit Zement erbauten Stadien Argentiniens. 1997 wurde das Stadion renoviert, um den neuen Anforderungen für Argentiniens erste und zweite Liga gerecht zu werden. Es hat ein Fassungsvermögen von circa 28.000 Personen und ist damit das drittgrößte Fußballstadion der Stadt Córdoba nach dem Estadio Mario Alberto Kempes und dem Estadio Presidente Perón von Instituto ACC.

## Trainerhistorie
- Januar 2011 bis Mai 2016: Ricardo Zielinski[2]
- seit Juni 2016: Esteban González[3]

## Ehemalige Spieler
- Cristian Romero
- Lucas Zelarayán
- Franco Vázquez
- Matías Suárez
- Mario Bolatti
- Osvaldo Ardiles
- José Luis Cuciuffo
- Alejandro Lembo
- Renzo Saravia
- Emiliano Rigoni
- Jerry Bengtson
- Tomás Cuellar
- Julio César Villagra
- Luis Fabían Artime
- Luis Ernesto Sosa
- Guillermo Farré
- Juan Carlos Olave
- Bernardo Cos
- Pablo Vegetti
- César Pereyra
- Juan Carlos Heredia
- Carlos Guerini
- José Reinaldi
- Abel Blasón
- José Luis Villarreal
- Roberto Monserrat
- Juan Spallina
- Germán Martellotto